# Fritz Fischer (Maler)
Friedrich Franz Willhelm Fischer (* 4. August 1925 in Wien; † 4. Oktober 1986 ebenda) war österreichischer Maler und Graphiker. Er lehrte an der Hochschule für angewandte Kunst in Wien.

## Leben
Fischer wurde 1925 als Sohn von Siegfried Fischer (Siegfried Karl Emil Fischer, Kunstmaler und Mitglied des Wiener Kreises) und Aurelia Herklotz geboren.
Er besuchte von 1931 bis 1935 die Volksschule in Stammersdorf bei Wien und nach Übersiedelung im Jahre 1940 in die Hörlgasse im 9. Bezirk in Wien das dortige Gymnasium. Die kriegsbedingte Rekrutierung 1941/42 in den Arbeitsdienst unterbrach das Maturajahr. Erst mit Kriegsende konnte die Matura, als Kriegsmatura (Notabitur) nachgeholt werden, wo Fischer auch Bekanntschaft mit Leupold-Loewenthal machte und verschiedene Porträts entstanden. Die folgenden Kriegseinsätze im Zweiten Weltkrieg als Panzerspähwagenfahrer konnten mit Dienstfreisetzungen mit der Aufnahme als Student von Sergius Pauser und Herbert Boeckl im Jahre 1942 an der Akademie der Bildenden Künste in Wien unterbrochen werden. Kriegsverwundung und Gefangenschaft in Deutschland beendeten Fronteinsätze. Mit Ende des Krieges nahm er das Studium an der Wiener Akademie wieder auf und schloss es 1951 ab.
Fritz Fischer wirkte 1953 im Radiosender „Rot-Weiß-Rot“ mit eigenen komponierten Liedern und Texten. Im selben Jahr stellte er Druckgraphiken, Lithographien und Gemälden in Salzburg aus. Er teilte in den Jahren 1955 und 1956 abwechselnd gemeinsame Ateliers in Wien und Venedig mit Kurt Moldovan, dem späteren Taufpaten seines Sohnes Valentin. 1956 erhielt er ein Stipendium nach Amsterdam, wo zahlreiche Tuscheaquarelle, Feder- und Buntstiftzeichnungen entstanden, einige wurden vom Stedelijk-Museum angekauft. Im Jahre 1957 nahm Fischer eine Lehrtätigkeit an der Hochschule für angewandte Kunst in Wien auf, der heutigen Universität für angewandte Kunst Wien. Es folgten viele öffentliche und private Aufträge. 1963 beendete er seine Lehrtätigkeit, vertiefte die Arbeit im Atelier wie auch im öffentlichen Bereich. 1974 drehte der ORF den Film „Ein Tag im Leben eines Malers“ über Fischer. Mit zunehmendem Alter entwickelte sich eine intensive Auseinandersetzung verschiedener Techniken und es entstanden großflächige Gouachen, Gemälde sowie Zyklen und Studien.
Fritz Fischer verstarb 1986 in seinem Atelier in Wien. Er wurde am Friedhof Stammersdorf-Ort bestattet.

## Auszeichnungen
- Meisterschulpreis der Akademie der bildenden Künste
- Österreichischer Graphikerpreis, Innsbruck
- Theodor-Körner-Preis, Stadt Wien

## Werke (Auswahl)
- 1948 Gemälde „Vater“[4], Sammlung Fischer
- 1949 Gemälde „Handelskai“[5], Sammlung Fischer
- 1950 Gemälde „Portraet eines Psychologiestudenten“[6], Sammlung Fischer
- 1955 Gemälde „Porträt Kurt Moldovan“[7], Sammlung Fischer
- 1975 (?) Federzeichnung „Wurzel“[8], Albertina Wien
- 1986 Gouache „Scheißleben“[9], Albertina Wien

## Ausstellungen
Fischer hatte Ausstellungen in Wien, Salzburg, Innsbruck, Karlsruhe, Stuttgart, Bern, Ankara und auf der Biennale von São Paulo.

## Ankäufe
- Museum des 20. Jahrhunderts, Wien
- Graphische Sammlung Albertina, Wien
- Stedelijk Museum Amsterdam
- Unterrichtsministerium, Wien
- Stadt Innsbruck; Stadt Wien